# Río Chancay-Lambayeque
El río Chancay-Lambayeque, también llamado por su curso aguas abajo como el río Lambayeque (mochica: Faxllang o Faquisllanga luego Coyque o Collique)o por su ramal, río Reque (mochica: Seur luego Lemep o Lemepe); es un río de 170 km de longitud de la vertiente del Pacífico, localizado en la costa y sierra norte del Perú. Nace en el distrito de Bambamarca (Región Cajamarca) y luego sigue su curso en dirección oeste al Departamento de Lambayeque, dentro de este se divide en 3 ramales y alimenta con parte de su caudal al Reservorio de Tinajones (PEOT) con otros canales agrícolas de importancia.El ramal sur, conocido como río Reque,  desemboca en el Pacífico en el estuario que forma parte de los Humedales de Etén.

## Etimología
La denominación usada en la actualidad surge de la fusión de los 2 vocablos frecuentemente usados para denominar al río en común: "Chancay", de incierto origen, algunos lo atribuyen al quechua cajamarquino para referirse a 'mitimaes chancas' aunque no se descarta su relación con alguna lengua yunga como el mochica, den o culle que también se encontraban presentes en provincias de Cajamarca al haberse encontrado escrito como Chan Cay, Chiancay o Chacayque no es la construcción gramatical propuesta para el origen quechua por lo que se requiere una adecuada reconstrucción linguística, que era usado en el departamento de Cajamarca; y "Lambayeque", vocablo hispanizado del mochica Yampallec o Ñampaxllæcque hace referencia a la ciudad homónima, en el departamento de Lambayeque.
A lo largo de su recorrido, suele tener varias denominaciones de acuerdo al lugar que atraviese como en Cajamarca: río Chancay (desde la confluencia con el río San Juan), Llantén, Chicos y Conramar; y en Lambayeque: río Lambayeque (usado cuando recorre el departamento homónimo y al ramal central luego de dividirse en sector La Puntilla, antiguamente también conocido en el mochica Faxllang o Faquisllanga luego Coyque o Collique), río Reque (ramal sur que va al océano, antiguamente llamado en mochica Seur, luego conocido como Lemep, Lemape o Lemepe), río Etén (tramo final del río Reque en los humedales), río Tambillo (antiguo nombre republicano del Reque), Taymi o Tayme (ramal norte), y río Chongoyape (cuando atraviesa el distrito homónimo).

## Geografía
El río Chancay-Lambayeque nace en la laguna de Mishacocha con el nombre de Quebrada Mishacocha (cerros Coymolache y Los Callejones) a una altitud de 3.800 m, discurriendo su cauce en dirección este a oeste. Posteriormente adopta sucesivamente los nombres de Chicos y Llantén, conociéndose como el de río Chancay-Lambayeque desde su confluencia con el río San Juan hasta el repartidor La Puntilla situado en el departamento de Lambayeque.
A partir de este punto, el río se divide en tres cursos: Canal Taymi (al norte), río Reque (al sur), y entre ambos el río Lambayeque que viene a ser el antiguo cauce original. Solamente el río Reque (antiguamente denominado acequia Seur y luego río Lemep, Lemepe o Tambillo) desemboca en el océano Pacífico, al norte del Puerto de Etén, en la zona de los humedales de Eten; mientras que los otros dos ramales, el río Lambayeque (el cual atraviesa la ciudad de Lambayeque) y el Taymi, no llegan al mar debido a que sus aguas son utilizadas para el riego, como lo son las acequias Cois, Pulén y Yortuque que parten en 3 a la ciudad de Chiclayo; hasta su agotamiento.

## Cuenca
La cuenca hidrográfica del río Chancay-Lambayeque está ubicada en el norte del Perú, Región Nororiental, en los departamentos de Lambayeque y Cajamarca. Geográficamente, se encuentra entre los 6.º 20' y 6.º 56' de latitud Sur, y 78°38′ y 80°0′ de longitud Oeste.
El río Chancay pertenece a la vertiente del Pacífico, es de régimen irregular y está conformado por los ríos Tacamache y Perlamayo que nacen en la Cordillera Occidental de los Andes. Desde sus nacientes hasta su desembocadura en el mar, su longitud es de 170 km; en su recorrido recibe aportes eventuales principalmente de los ríos Cañada, San Lorenzo, Cirato y Cumbil.
Asimismo, el ámbito de la cuenca se extiende desde la bocatoma Raca Rumi hacia aguas abajo hasta el límite con el océano Pacífico. Esta área constituye el subdistrito de riego regulado y, desde la bocatoma Raca Rumi hacia aguas arriba, se ubica el subdistrito de riego no regulado.
La cuenca hidrográfica limita al norte con la cuenca del río La Leche, por el sur con la cuenca del río Jequetepeque-Saña, por el este con la cuenca del Chotuno y por el oeste con el Océano Pacífico. Está situada la ladera occidental de la cordillera de los Andes del norte que forma la divisoria continental de las Américas, es decir en la vertiente de Pacífico.

## Evaluación de caudales de crecida
Los caudales del río Chancay, en Lambayeque, pueden conocerse con bastante precisión en las secciones artificiales constituidas por obras de derivación o de restitución, controlando la totalidad del caudal (bocatoma Racarumi, presa partidora la Puntilla), excepto para las crecidas excepcionales donde parte del caudal discurre fuera de la presa (como fue el caso para las crecidas del año 1998).
El manejo de estas obras está hecho por las juntas de usuarios mediante una empresa especializada en el tema. Tal como en los valles del río Motupe y del río La Leche, los terrenos conformando las vertientes del valle son favorables a los desprendimientos.